# 桥东区 (石家庄市)
桥东区曾是河北省石家庄市下辖的一个市辖区，和南北纵贯石家庄市中心的京广铁路线平行，位于铁路东侧，是石家庄的主要商业区，全中华人民共和国四大主要小商品集散地之一的“南三条市场”就位于该区，此外还有五金、装修、灯具等大型市场。2014年9月撤销，辖区分归长安区和桥西区管辖。

## 行政區劃
- 街道：中山東路街道、彭后街道、東風街道、東華街道、休門街道、阜康街道、建安街道、勝利北街道、匯通街道
- 鎮：桃園镇